# لي جونز (لاعب كرة قدم بريطاني)
لي جونز (بالإنجليزية: Lee Jones)‏ (9 أغسطس 1970 في المملكة المتحدة - ) هو لاعب كرة قدم بريطاني في مركز حراسة المرمى. لعب مع ريال مايوركا وستوكبورت كونتي وسوانزي سيتي ونادي بريستول روفيرز ونادي بلاكبول ونادي بوري ونادي كرو ألكساندرا وNantwich Town F.C. ‏ وA.F.C. Porth ‏ ونادي موركامب ودارلينجتون إف سى.

## وصلات خارجية
- لي جونز على موقع قاعدة بيانات كرة القدم.إي يو (الإنجليزية)
- لي جونز على موقع Soccerbase.com (لاعب) (الإنجليزية)